# Rigoletto (Georg Solti, 1963)
Rigoletto (Georg Solti, 1963) – kompletne nagranie Rigoletta Giuseppe Verdiego zarejestrowane w rzymskim studio wytwórni RCA, wydane w 1964 w Kanadzie, USA i Wielkiej Brytanii nakładem wydawnictwa RCA Victor Red Seal.

## Wybrane wydania
| Rok  | Kraj            | Wydawnictwo         | Numer katalogowy | Uwagi |
| ---- | --------------- | ------------------- | ---------------- | --- |
| 1964 | Kanada          | RCA Victor Red Seal | LSC-7027         | kompletne wydanie na 2 płytach winylowych, monofoniczne                                                        |
| 1964 | USA             | RCA Victor Red Seal | LSC-7027         | kompletne wydanie na 2 płytach winylowych, stereofoniczne                                                      |
| 1964 | Wielka Brytania | RCA Victor Red Seal | LSC-7027         | kompletne wydanie na 2 płytach winylowych, stereofoniczne                                                      |
| 1987 | Wielka Brytania | RCA                 | 6506-2-RG        | kompletne wydanie na 2 płytach kompaktowych w ramach serii wydawniczej The Victor Opera Series, zremasterowane |
| 1987 | USA             | RCA                 | 6506-4-RG        | kompletne wydanie na 2 kasetach magnetofonowych w ramach serii wydawniczej Opera Series, zremasterowane        |